# Daimler-Benz
La Daimler-Benz AG era un'azienda tedesca che produceva automobili, motori per rotabili ferroviari, componenti e motori aeronautici. Nacque a seguito dell'accordo preliminare avvenuto nel 1924 e dalla successiva fusione, nel 1926, tra la Benz & Cie. e la Daimler-Motoren-Gesellschaft. L'operazione avvenne con uno scambio alla pari delle azioni e si ottenne la nuova società la cui sede legale era a Berlino mentre la direzione era a Stoccarda.

## Storia

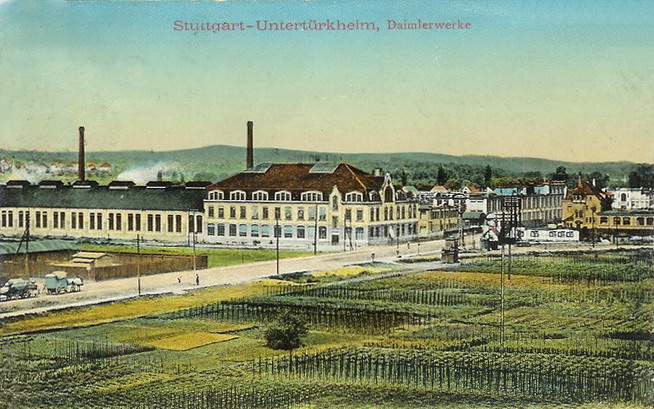
DMG-Werk a Untertürkheim, 1911

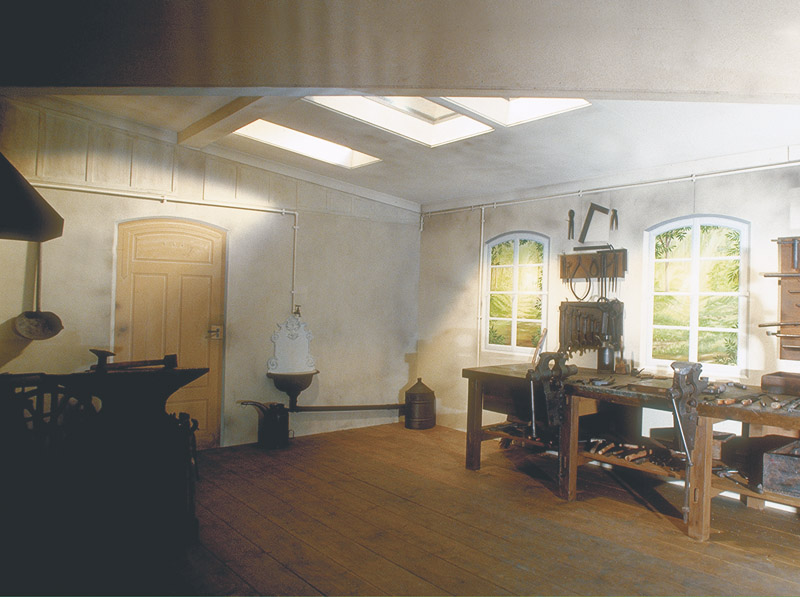
Officina di Karl Benz a Mannheim, dove sviluppò la Benzinauto

### Dalla fondazione al 1933
Nel 1883 Gottlieb Daimler brevetta il Gasmotor mit Glührohrzündung così come Regulierung der Geschwindigkeit des Motors durch Steuerung des Auslassventils. Il 29 gennaio 1886 con Carl Friedrich Benz nasce l'automobile, un triciclo con motore a benzina e accensione elettrica.
Nel giugno 1919 nello stabilimento di Stoccarda avviene il primo esempio di Werks-Zeitung. Dopo la pubblicazione del sociologo Eugen Rosenstock-Huessy, con l'opera Über die geistige Sanierung des Daimlerwerks pubblicata in 19 edizioni in 14 mesi dal 25 agosto 1920 a seguito di uno sciopero di un gruppo di lavoratori comunisti.
Negli anni venti del XX secolo, la lotta tra costruttori di autoveicoli era aspra. L'allora CEO della Deutsche Bank, Emil Georg von Stauß, fu la regìa della fusione tra Benz e Daimler, in una nuova società. Anche Wilhelm Kissel e Hans Nibel (rispettivamente presidente e direttore tecnico della Benz & Cie.) collaborarono molto attivamente con von Stauß alla fusione fra le due aziende, tanto da essere inclusi loro stessi fra le personalità che traghettarono le due aziende verso la reciproca unione. La fusione fra Benz & Cie. e Daimler-Motoren-Gesellschaft avviene il 28. giugno 1926 dando vita alla Daimler-Benz AG con sede a Berlino. Da allora la presidenza dell'azienda vede coinvolta la Deutsche Bank, fino al 1998, anno della fusione DaimlerChrysler.
Una delle prime decisioni fu quella in merito al marchio che avrebbe dovuto essere utilizzato per la produzione di veicoli, quello che divenne famoso come Mercedes-Benz e il cui logo rappresentava la stella a tre punte, segno distintivo della Daimler, circondato dalla corona d'alloro della Benz e dalle parole Mercedes-Benz sempre sulla corona esterna. Tra l'altro il nome in questione era stato utilizzato già nel 1924 per la creazione di una prima rete di vendita in comune tra le due aziende.
Già l'anno successivo alla fusione venne presentata la prima serie di autocarri che rappresentò il primo esempio di mezzo pesante prodotto in serie ed equipaggiato di motore Diesel. La produzione dei vari veicoli era distribuito sulle varie fabbriche del gruppo tra cui Mannheim, Gaggenau, Marienfelde, oltre naturalmente a Stoccarda.
Wilhelm Friedle, fino al 1935 direttore di stabilimento a Sindelfingen, introduce la catena di montaggio in Daimler-Benz.
L'espansione continuò fino allo scoppio della seconda guerra mondiale durante la quale la produzione venne riconvertita a scopi militari e diventarono prioritarie la costruzione di veicoli da trasporto e motori aeronautici. Durante il conflitto le varie fabbriche vennero pesantemente danneggiate e la produzione poté ricominciare a pieno ritmo solamente all'inizio degli anni cinquanta.

### Daimler-Benz al tempo del Nazismo

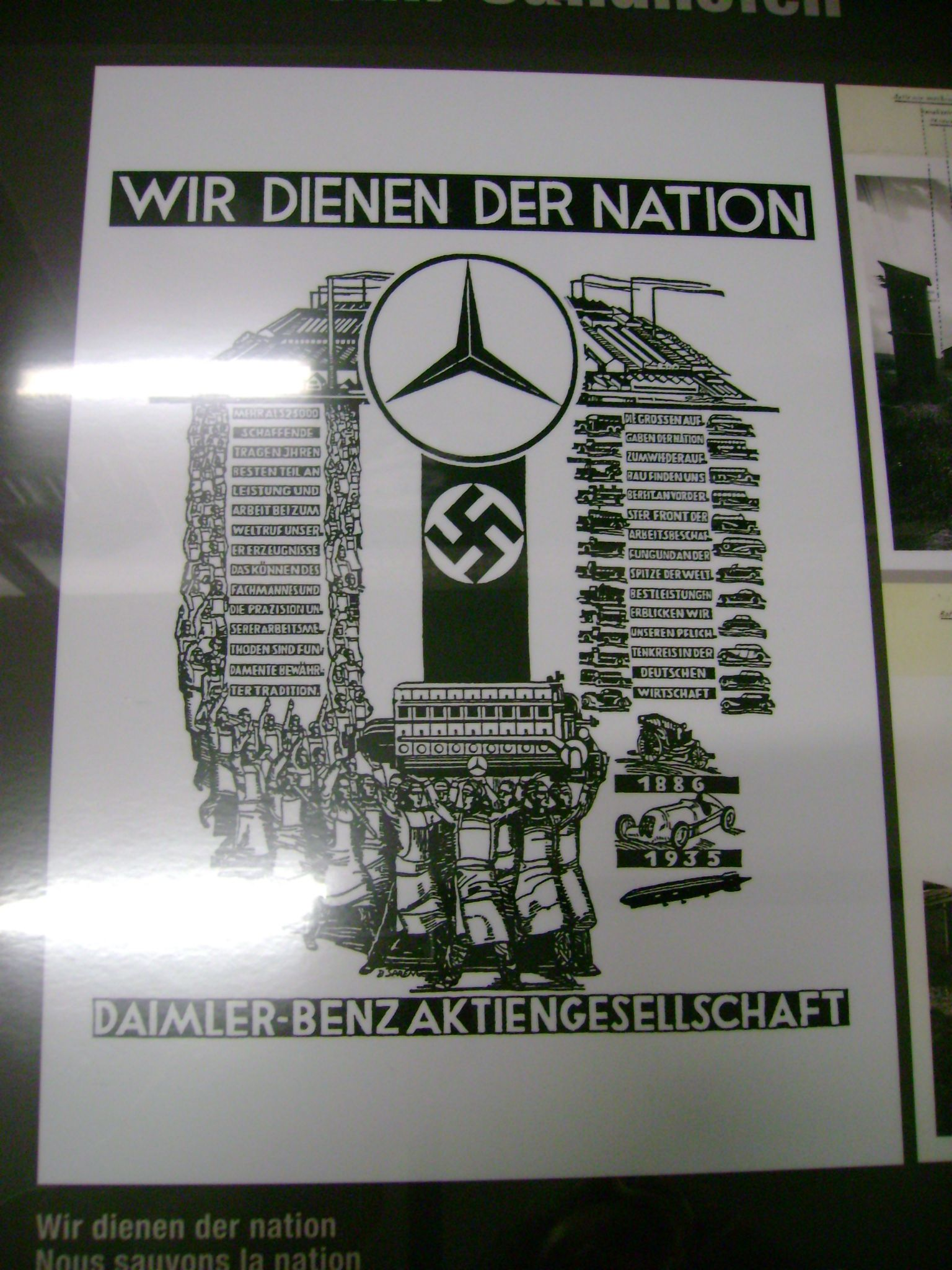
Daimler-Benz, NS-Propaganda

Dopo il Machtergreifung lo NSDAP ingaggiò le aziende nazionali (Wirtschaft im nationalsozialistischen Deutschen Reich) per il potenziamento bellico, il riarmo. Daimler-Benz sviluppò e produsse veicoli militari, navi, e motori specifici come quelli aeronautici. Le sedi erano tre fabbriche Daimler-Motoren-Gesellschaft a Stuttgart-Untertürkheim, Sindelfingen e Berlin-Marienfelde, oltre alla sede Benz & Cie a Mannheim e Gaggenau così come la nuova fabbrica del 1938 a Königsberg in Prussia. La Automobilwerke Ludwigsfelde nel 1936 diventa sede per la produzione di motori aeronautici Daimler-Benz Motoren GmbH; la Flugmotorenwerke Ostmark diventa nel 1941 della Junkers Flugzeug- und Motorenwerke. Altre sedi furono Colmar nel 1940, Reichshof nel 1941 e nel 1942 Neupaka. Presso Backnang venne creato uno stabilimento per propulsioni d'aereo.
Nel 1932 l'azienda era il terzo costruttore di veicoli dopo Adam Opel AG e Auto Union in Germania. In quell'anno contava 9.148 dipendenti, nel 1928 erano 14.281. Fino al 1944 il numero di dipendenti salì fino a 74.198; 6,6 % prigionieri di guerra e 37 % lavoratori stranieri. Nel 1941 lavorarono 150 persone di campi di concentramento. Nel 1944 arrivarono a essere 5.648. Tante furono donne, dato l'alto numero di uomini al fronte. Il fatturato era di 65 milioni di Reichsmark nel 1932, raggiunse i 942 milioni nel 1943. Più di un terzo del fatturato proveniva dai motori aeronautici nel 1943.
Alla fine della seconda guerra mondiale gli stabilimenti di Königsberg e Genshagen furono lasciati. Così come Colmar, Neupaka, Reichshof e Ostmark. Lo stabilimento a Untertürkheim venne bombardato il 5 settembre 1944 dagli alleati. A Sindelfingen vennero bombardate le lavorazioni con le presse e a Mannheim ci fu un terzo bombardamento.

### Dopo la guerra
Gli anni successivi videro una grande diversificazione delle attività anche ai settori non prettamente automobilistici con acquisti di rilievo soprattutto nel settore dell'aeronautica. L'espansione è anche facilmente rappresentabile con le cifre relative all'occupazione: nel 1962 i dipendenti erano circa 90.000, dieci anni dopo la cifra era salita a quasi 150.000.

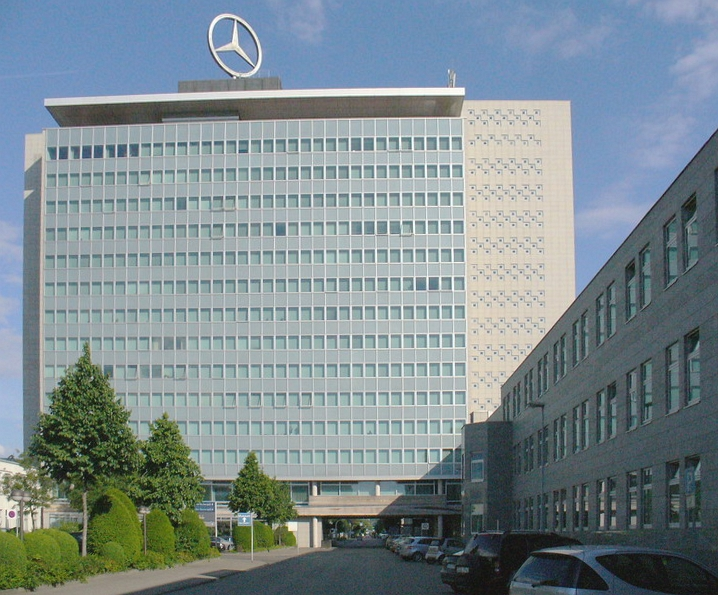
Sede Daimler-Benz AG a Stuttgart-Untertürkheim fino al 1990

Nel 1951 le celle di sicurezza vennero introdotte sui veicoli, nel 1981 gli Airbag e le cintura di sicurezza. Nel 1962 la Daimler-Benz AG contava 90.000 dipendenti e fatturava 4,4 miliardi DM.
Negli anni'80 ci fu l'acquisizione, sotto Edzard Reuter, di Dornier GmbH, MTU Motoren- und Turbinen-Union, Fokker e della AEG. Come divisioni vennero create „Deutsche Aerospace AG“ (DASA), „Deutsche Airbus GmbH“ e „Daimler-Benz Inter Services“ (debis).
Con la Carl Geringhoff GmbH svilupparono la prima mietitrebbiatrice europea, sulla base di un Unimog, „RA-E 953“.
Nel 1986 festeggia il 100º anniversario dalla fondazione Daimler „100 Jahre Automobil“. Venne prodotto un film del costo di 20 milioni di DM, dal titolo „Klimbim“, regista Michael Pfleghar sulla storia dell'automobile, ma non fu un successo.
Nel 1989 il gruppo con AEG contava 368.200 dipendenti.
Nell'era Reuter venne creata la nuova sede a Stuttgart-Möhringen di 120.000 m² di 300 milioni di € e circa 3.000 dipendenti al suo interno.

I CEO successivi come Jürgen Schrempp nel 1995 realizzarono il sogno di Reuters di creare una „integrierten Technologiekonzerns“. Così assieme a Fokker, AEG, Adtranz e Dornier si creò la DASA. 

Una parte della AEG unita alla ABB creò ABB Daimler Benz Transportation, ovvero Adtranz.

Nel 1998 Daimler-Benz AG ha acquistato il produttore statunitense di automobili Chrysler Corporation, diventando DaimlerChrysler AG. Il 17 novembre 1998 nasce la società dalla fusione Daimler-Benz e Chrysler DaimlerChrysler AG. La Daimler-Benz AG dopo un mese verrà assorbita dalla DaimlerChrysler AG, il 21 dicembre 1998.
La sede nuova di Möhringen verrà definita da Schrempp „Bullshit Castle“, e il CEO successivo Dieter Zetsche nel 2006 ne ordinerà l'abbandono per la vecchia sede a Untertürkheim. La nuova sede diviene „Daimler City“.
Quando il gruppo Chrysler è stato ceduto a Cerberus Capital Management e rinominato Chrysler LLC nel mese di agosto 2007, il nome della società madre è stato modificato due mesi dopo in Daimler AG.

## Acquisizioni
Dopo la guerra vi furono acquisizioni di:
- 1985 MTU Motoren- und Turbinen-Union München, Dornier, AEG
- 1989 Messerschmitt-Bölkow-Blohm
- 1992 Fokker
- Mercedes-Benz AG (fondata nel 1989, veicoli)
- Daimler Benz Aerospace (DASA) AG (fondata nel 1989, aerospazio)
- AEG Daimler-Benz Industrie (elettrotecnica ed elettronica)
- Daimler-Benz InterServices (debis) AG (fondata nel 1990)
- ABB Daimler Benz Transportation (Adtranz) (fondata nel 1996, sistemi ferrotranviari).

Una quota societaria della BMW AG risale al 1959.

## Presidenza
Come Aktiengesellschaft ebbe un presidente e un consiglio di amministrazione.

### Presidenze della Daimler-Benz AG
| Nome                 | Periodo                                              |
| -------------------- | ---------------------------------------------------- |
| Wilhelm Kissel       | giugno 1926 - luglio 1942                            |
| Wilhelm Haspel       | agosto 1942 - gennaio 1952                           |
| Heinrich Wagner      | aprile 1952 - gennaio 1953                           |
| Fritz Koenecke       | febbraio 1953 - dicembre 1960                        |
| Walter Hitzinger     | febbraio 1961 - febbraio 1966                        |
| Joachim Zahn         | (da ottobre 1965 vice) - dicembre 1979               |
| Gerhard Prinz        | gennaio 1980 - ottobre 1983                          |
| Werner Breitschwerdt | dicembre 1983 - agosto 1987                          |
| Edzard Reuter        | settembre 1987 - maggio 1995                         |
| Jürgen Schrempp      | maggio 1995 - novembre 1998 (poi DaimlerChrysler AG) |